# Цезар Кюи
Вижте пояснителната страница за други личности с името Цезар.
Цезар Антонович Кюи (на руски: Це́зарь Анто́нович Кюи́; на френски: César Cui [Сеза́р Кюи]), с лично име по рождение Цезарий-Вениамин, е руски композитор от френско-литовски произход, музикален критик, член на „Могъщата петорка“ („Могучая кучка“) и фортификационен инженер.
Оставя следи в музиката, военните фортификации и обществения живот на Русия от XIX век.

## Семейство
Цезар Кюи е син на французин и литовска дворянка. Роден е на 18 януари 1835 г. във Вилнюс, днешната столица на Литва и е най-малкото от 5-те деца на семейството. Баща му Антон Леонардович Кюи е френски офицер от гвардията на Наполеон I. По време на похода на Наполеон в Русия е ранен при боевете под Смоленск и остава в страната. Преподавател е по френски в гимназията и е много музикален човек. Свири на пиано и орган и съчинява музика. Майка му Юлия Гуцевич произхожда от обедняло литовско дворянско семейство. Цезар Кюи има 3 братя и сестра. Най-големият му брат Александър става известен архитект.

## Ранни години
Още от най-ранно детство Цезар Кюи показва забележителни музикални заложби. На 5-годишна възраст може да възпроизведе на пианото по слух чути и запомнени мелодии. Първите уроци по пиано малкият Цезар започва да получава на 10-годишна възраст вкъщи от баща си и сестра си, а по-късно се занимава с частни учители. Занимават го Герман и цигуларят Дио. Учи в гимназията на град Вилнюс.
Първата му композиция, създадена под влиянието на Фредерик Шопен, е мазурка, написана на 14-годишна възраст по повод смъртта на един от учителите му в гимназията. Съчиняването на музика го увлича и мазурката е последвана от няколко наивно-подражателни ноктюрни, романси и увертюри. Въпреки че са по детски наивни, първите му творби предизвикват интереса на един от учителите му, който предава нотните записи на съчиненията му на полския композитор Станислав Монюшко, който по това време живее във Вилнюс. Той оценява дарбата на младежа и знаейки за незавидното финансово положение на семейството, започва да му преподава безплатни уроци по контрапункт и хармония, които продължават около половин година.

## Инженерна кариера
Тези уроци се налага да бъдат прекратени, тъй като през 1851 г., по съвет на баща си, младият Кюи постъпва в Главното инженерно училище в Санкт Петербург. Завършва го през 1855 г. и веднага постъпва в петербургската Николаевска военно-инженерна академия. Като един от най-добрите ѝ випускници от 1857 г. получава чин поручик и остава в нея като преподавател по топография. Две години по-късно започва да преподава и фортификация, на която посвещава цялата си военна кариера. През 1875 г. получава званието полковник. По изрична молба на бившия му ученик ген. Михаил Скобелев участва в Руско-турската война от 1877 – 1878 година за освобождението на България и ръководи укрепването на руските позиции. Участва в укрепването им и под Истанбул, а след войната написва „Пътни бележки на инженерния офицер от театъра на военните действия в Европейска Турция“. Става голям военен теоретик и автор на известни трудове по фортификация. Благодарение на блестящата си работа по време на войната по руските и турски укрепления, през 1878 г. е назначен като професор в Петербургската инженерна академия. През същата година получава ръководството на още две катедри по фортификация към военни академии – на Генералния щаб и в Артилерийската военна академия. Автор е на капитални трудове по фортификация, а по негови учебници учат няколко поколения руски офицери. Статиите му по фортификация се публикуват зад граница, а известни чуждестранни специалисти поддържат кореспонденция с него и обсъждат новостите във военно-инженерното дело. Генерал Скобелев често се съветва с него по отношение на инженерното обезпечаване на боевете в пустинята при Ахал-Текинската военна експедиция. Като признание за заслугите му във военната сфера получава званието инженер-генерал, съответстващо по онова време на генерал-полковник. Поканен е да чете лекции по фортификация на престолонаследника и бъдещ император Николай II, както и на други членове на императорското семейство. Една от най-важните заслуги на Цезар Кюи като военен е съставянето на първата история на руската фортификация, която той включва и в програмата на академията.

## Начало на музикалната кариера
Най-ранните си романси Кюи написва около 1850 г. – „6 полски песни“, издадени в Москва през 1901 г. По текстове на Крилов написва и двата романса „Тайна“ и „Спи, мой приятелю“. Той е човек с голяма работоспособност. Успява да съчетае преподавателската си дейност със сериозни занимания по музика. През 1857 г. се запознава с бъдещия ръководител на „Могъщата петорка“ Милий Балакирев, който става негов приятел, наставник, съветник, критик и учител. Той го въвежда в кръга на професионални музиканти, част от които, както и самият Кюи, са военни. Негови близки приятели стават руските композитори Модест Мусоргски и Александър Даргомижки (1857), Николай Римски-Корсаков (1861), Александър Бородин (1864). Дружбата му с тях изиграва решаваща роля за развитието и изграждането му като музикант. Под тяхно влияние се запознава и обиква музиката на Глинка, увлича се от народното музикално творчество и започва сериозно да композира. Балакирев му помага главно в оркестрацията, която остава завинаги най-уязвимата част в творчеството на Кюи, а Даргомижки оказва влияние върху вокалния стил на младия композитор. Кюи е един от петимата основатели на кръжока „Могъщата петорка“, чиито принципи се изразяват в прилагането на народностното звучене в музикалните произведения и правдивото отразяване на реалния живот в тях. Създателите на кръжока Балакирев, Кюи, Бородин, Римски-Корсаков и Мусоргски продължават делото на Глинка и Даргомижки и създават творби, свързани с народното музикално изкуство. Всеки от тях носи ярка творческа индивидуалност и се изявява като новатор в оперната, симфоничната и камерна музика.
През 1858 г. Цезар Кюи сключва брак с певицата Малвина Рафаиловна Бамберг, ученичка на Даргомижки. На нея той посвещава оркестрово скерцо F-dur за пиано с главна тема В, А, В, Е, G (буквите от нейната фамилия), изпълнено на 14 декември 1859 г. от симфоничния оркестър на Руското императорско музикално общество в Петербург. Това е и първото публично изпълнение на негова композиция. От този момент нататък негови произведения започват да се изпълняват освен в Русия и извън нейните граници.

## Музикално творчество
Кюи е доста плодовит композитор. Създава 14 опери, от които 4 детски, над 400 романса, миниатюри за цигулка и пиано, произведения за оркестър, камерни инструментални ансамбли, хорови и вокални ансамбли. Като композитор е свързан повече със западното музикално творчество на Романтизма, отколкото с руските национални традиции. Голямо влияние върху композициите му оказват немският композитор Роберт Шуман, отчасти полският Фредерик Шопен и френската оперна школа. От друга страна творчеството му е повлияно от Даргомижки и членовете на петорката, откъдето идва особеното му внимание към поетичния изказ и вокалните партии.

### Опери
През периода от 1856 до 1875 г. пише редица пиеси за пиано, романси и опери. Първата му опера е „Кавказки пленник“, над която работи през 1857 – 1858 г. по едноименната поема на Пушкин. Написана е като двуактна опера, а по-късно е преработена в триактна. През 1883 г. е поставена на сцената на Мариинския театър в Петербург, а през 1900 г. – и в Московската частна опера. Следва едноактната комична опера „Синът на мандарина“ по либрето на В. Крилов, написана през 1859 г. Операта първо е изпълнена като домашен спектакъл в дома на Кюи с участието на самия автор, жена му и Мусоргски в ролята на мандарина, а увертюрата е изпълнена на 4 ръце от Кюи и Балакирев. Публичното ѝ представяне става през 1878 г. в Клуба на художниците в Петербург.
Реформаторските идеи на Кюи и „Могъщата петорка“, като противовес на италианската оперна школа, намират израз в една от най-добрите му творби – „Уилям Ратклиф“ по драматичната балада на немския поет Хайнрих Хайне. Сюжетът на триактната опера е предложен от Балакирев, а върху музиката ѝ се усеща известно влияние на Даргомижки. Кюи започва работа по нея още през 1861 г. и я завършва през 1868 г. Операта се отличава с много добра разработка на вокалните партии, трактовката на хора и симфоничността на оркестровия съпровод и представлява един нов етап в развитието на руската опера, независимо от факта, че при нея липсва типичният руски характер. През 1869 г. е поставена в Мариинския театър на Петербург, но не е добре оценена от публиката, най-вероятно заради изпълнителите. Против тях протестира и самият автор, като в писмо до редакцията на „Санктпетербургски вестник“ призовава хората да не присъстват на премиерата на неговата опера. „Уилям Ратклиф“ се появява в репертоара на Московската частна опера чак 30 години след премиерата си.
Подобна съдба има и 4-актната му опера „Анджело“, създадена в периода 1871 – 1875 г. по сюжет на Виктор Юго и призната в наше време за най-сполучливата му оперна творба. Поставена през 1876 г. в Мариинския театър, операта издържа само няколко представления и е свалена от сцената. Играе се отново в същия театър през 1910 г. по повод 50-годишната творческа дейност на композитора. Голям успех произведението постига едва през 1901 г. на Московска сцена с постановка в Болшой театър. Двете опери изиграват прогресивна роля за установяване на оперно-драматичните концепции на „Могъщата петорка“ и се считат за най-добрите произведения на Цезар Кюи.
През 1871 г. Милий Балакирев изпада в тежка криза и се оттегля от музикалния живот и от ръководството на „Могъщата петорка“. Това обаче не прекъсва дейността на членовете на групата, а Цезар Кюи и останалите композитори продължават да творят музика. Към този период (1872 г.) се отнася и операта-балет „Млада“, създадена от всички членове на кръжока на Балакирев, в която първото действие е написано от Кюи, а останалите – от Римски-Корсаков, Мусоргски, Бородин, и Лудвиг Минкус. Операта не е поставена никъде и не е издадена в печатен вид.
През 1888 – 1889 написва операта „Флибустиер“ с руско заглавие „На море“ по френски текст на Жан Ришпен. Операта се играе без особен успех само в Париж, поставена на сцената на „Комеди франсез“ през 1894 г. По-късно, чак през 1908 г. е поставена и на руска сцена като студентски спектакъл на Московската консерватория.
Кюи продължава да отстоява принципите си в оперната композиция и при следващите си произведения, отдавайки явно предпочитание на кантилената. През 1898 г. завършва 4-актната си опера „Сарацинът“ по драмата на Александър Дюма-баща „Шарл VII при своите васали“ („Charles VII chez ses grands vasseaux“). Поставена е в Мариинския театър на Петербург през следващата година, а през 1902 – в Московската частна опера. През 1900 г. следва едноактната опера „Пир по време на чума“ по едноименната трагедия на Пушкин, а през 1903 г. – също едноактната „Госпожица Фифи“ по сюжет на Мопасан и сценична обработка на О. Метене. Двете произведения са изпълнени в Петербург и Москва. През 1901 г. създава операта „Матео Фалконе“ по едноименната новела на Проспер Мериме и либрето на В. А. Жуковски, която е поставена на Московска сцена.
След потушаването на революцията в Русия от 1905 г. в страната започват да се налагат различни модернистични направления и школи. Кюи обаче остава верен на реалистичния си подход в изкуството и не променя стила си на писане. През 1907 г. започва работа по операта „Капитанската дъщеря“ по едноименното произведение на Пушкин. Завършва я през 1909 г., а премиерата ѝ отново е в Мариинския театър през 1911 г. Две години по-късно е поставена и в Москва.
През 1869 г. след смъртта на Даргомижки и съгласно предсмъртната му воля, Кюи довършва неговата опера „Каменният гост“съвместно с Римски-Корсаков. А към края на живота си довършва и редактира и операта на Мусоргски „Сорочински панаир“.
Цезар Кюи създава и първите добри образци на руската детска опера – „Снежният богатир“ (1906), „Червената шапчица“ (1911) и „Котаракът в чизми“ (1912) по едноименните приказки на Шарл Перо и „Иванушка глупакът“ (1916) по руски народни приказки. В тях, както и в детските песни, които композира, Кюи влага много простота, нежност и остроумие.

### Романси и вокална музика
Музиковедите считат, че най-пълно като композитор Кюи се е разкрил в многобройните си неголеми камерни произведения и най-вече в романсите си, от които е създал над 400. Те се отличават с лирично съзерцателно настроение, искреност на чувствата, поетичност, красиви вокални партии и изящни инструментални съпроводи. Изборът на текстове за романсите е направен с голям вкус, като много от тях са написани по прекрасни стихове на Пушкин, Лермонтов, Аполон Майков, Некрасов, Адам Мицкевич. Кюи пише описателни, повествователни и хумористични романси, в които с няколко такта и кратък текст успява да предаде една цялостна картина, или да изрази определени чувства. Едни от най-хубавите му романси са „Царскоселска статуя“ и „Изгореното писмо“ по текст на Пушкин, „О чём в тиши ночей“, „Изтощена от мъка“ и „Еолова арфа“ по стихове на Майков. Романсите му по текстове на френски поети (Алфред дьо Мюсе, Виктор Юго, Жан Ришпен) се характеризират с малко пресилен съзерцателен лиризъм, а понякога и с мелодраматичен патос. В късните си години издава романсите си във вид на сборници, като произведенията във всеки от тях са по текстове на един-единствен поет. Така се появяват сборниците с романси „20 стихотворения на Жан Ришпен“ (1890), „25 стихотворения на Пушкин“ (1899), „21 стихотворения на Некрасов“ (1902) и циклите романси по стихове на Майков, Мицкевич, Лермонтов, Лев Толстой и др. Издадава 13 музикални картини и вокалния цикъл „Отзвуци от войната“ (1904 – 1905). И днес неговите романси могат да се чуят в изпълнение на най-добрите руски певци.
Към вокалната музика, създадена от Кюи се отнасят още около 70 хорови произведения и две кантати – „В чест на 300 години Дом Романови“ и „Твоите стихове“ в памет на Лермонтов. В последните си години проявява интерес към детската музика, като освен четирите опери пише няколко цикъла детски песни и детски хорови песни. Интересът му е предизвикан от познанството му с музикалната възпитателка Н. Н. Доломановая, на която посвещава 13 хорови песни за женски и детски гласове в съпровод на пиано, op.85.

### Инструментална музика
Кюи е много продуктивен и в създаването на инструментална музика. Преобладаващият инструментален жанр са миниатюрите за пиано от типа на тези на Шуман. Създава цикъл от 12 миниатюри op. 20, 2 скерцо, една тарантела, множество пиеси за цигулка и пиано, за виолончело, 4 сюити, една от които е „In modo popolari“, op. 43. Написва 3 струнни квартета, 25 прелюдии за пиано. Сюита № 4 за пиано „Аржанто“ е посветена на Л. Мерси д'Аржанто, голяма приятелка и почитателка на Кюи и автор на монография за неговото творчество, направила много за популяризирането на музиката му във Франция и Белгия. До 1915 г. са издадени 92 негови опуса. Музиката му носи френско изящество, славянска задушевност и дълбочина на чувствата.

## Музикална критика
Съвременниците на Кюи го познават и като водещ музикален критик, един от най-влиятелните за времето си в Русия. С критика започва да се занимава през 1864 г. във вестник „Санкт-Петербургские ведомости“ и продължава до 1900 г. Дълги години е постоянен сътрудник на това издание, като негови статии и рецензии се печатат и в други вестници и списания – „Музыкальное обозрение“, „Артист“, „Неделя“, „Новости“, „Голос“, „Гражданин“, „Биржевая газета“. Критичните му материали излизат и в чуждестранната преса. Сътрудничи си с френската преса, където в периода 1878 – 1880 г. публикува статии в „Revue et gazette musicale“. През 1880 г. в Париж е издадена книгата му „Музиката в Русия“, която поддържа интереса на французите към руската музика. Статиите му се отличават с остра полемичност и духовитост.
Особено важна е публицистиката му през 60-те и 70-те години на 19 век, в която страстно защитава идеите и музикалните възгледи на „Могъщата петорка“. Той е радетел за национален облик на класическата музика и пропагандира по забележителен начин музиката на Глинка, Даргомижки, Мусоргски. Горещо и енергично защитава първите стъпки на Мусоргски, Римски-Корсаков, Бородин. Води непримирима борба с „италианщината“ в руската опера и академичната рутинност в писането на музика. Бори се и против закостенялостта на ръководните музикални учреждения както и с подценяването от тяхна страна на младите руски музикални таланти. От друга страна самият той недооценява и проявява известна ограниченост по отношение на творчеството на някои музикални класици от 19 век като Вагнер и Верди. В периода 1885 – 1888 г. редактира списание „Музыкальное обозрение“. От 1889 до 1895 г. взима участие в работата на музикалния отдел на списание „Артист“. През 1900 г. се отказва от музикалната критика и след този момент публикува статии много рядко. Цезар Кюи е и автор на част от статиите за музика в 16-томния „Русский энциклопедический словарь“ на И. Н. Березин (1873 – 1880). От 1896 г. става председател на Петербургския клон, а през 1904 г. и почетен член на Руското имперско музикално общество. Освен това е член на Белгийската кралска академия, на „The Manuscript Society“ в Ню Йорк, кореспондент на Френската академия за изящни изкуства и Френския институт.

## Последни години
През 1916 година Цезар Кюи губи зрението си вследствие заболяване. Продължава с труд да композира, диктувайки нотите. Умира на 14 март 1918 година в Петербург от инсулт. Погребан е в Смоленското лютеранско гробище до съпругата си. По-късно прахът му е преместен в Тихвинското гробище на Александро-Невската лавра (съвременния Некропол на майсторите на изкуството). Там почива редом с приятелите си от „Могъщата петорка“ Балакирев, Бородин, Мусоргски и Римски-Корсаков. През 1920 година на гроба му е поставен черен мраморен кръст.

## Основни произведения

### Опери
- „Кавказки пленник“ – триактна, 1858 г.
- „Синът на мандарина“ – едноактна комична, 1859 г.
- „Уилям Ратклиф“ – триактна, 1868 г.
- „Млада“ – опера-балет – само първо действие, останалите – от Римски-Корсаков, Мусоргски, Бородин, и Лудвиг Минкус, 1872 г.
- „Анджело“ – четириактна, 1875 г.
- „Флибустиер“ („На море“) – на френски, 1889 г.
- „Сарацинът“ – четириактна, 1898 г.
- „Пир по време на чума“ – едноактна, 1900 г.
- „Матео Фалконе“ – 1901 г.
- „Госпожица Фифи“ – едноактна, 1903 г.
- „Снежният богатир“ – детска, 1906 г.
- „Капитанската дъщеря“ – 1909 г.
- „Червената шапчица“ – детска, 1911 г.
- „Котаракът в чизми“ – детска, 1912 г.
- „Иванушка глупакът“ – детска, 1916 г.

Завършени чужди опери
- „Каменният гост“ на Александър Даргомижки, 1869 г.
- „Сорочински панаир“ – на Модест Мусоргски

### За оркестър
- Скерцо №1, базирано на буквите B.A.B.E.G и C.C., op.1, 1857 г. (оригинално за 4 ръце на пиано)
- Скерцо №2, „А-ла Шуман“, op.2, 1857 г. (оригинално за 4 ръце на пиано)
- Тарантела, op.12, 1858 г. (адаптирана за пиано от Ференц Лист)
- Сюита миниатюра №1, op.20, 1882 г.
- Концертна сюита op.25 за цигулка и оркестър, 1884 г.
- Сюита №2, op.38, 1887 г.
- Сюита №4, „Аржанто“, 1887 г.
- Сюита №3, op.43, „In Modo populari“, 1890 г.
- Валс, op.65, 1904 г.

### Камерна музика
- Малка сюита за пиано и цигулка, op.14, 1879 г.
- Три песни за цигулка с акомпанимент от оркестър или пиано, op.24, 1880 г.
- 12 миниатюри за цигулка и пиано и за соло пиано, op.20, 1882 г.
- Концертна сюита за цигулка с акомпанимент от оркестър или пиано, op.25, 1884 г.
- Две пиеси за виолончело, op.36, 1886 г.
- „Слава“ – марш за духов военен оркестър, 1886 г.
- 6/7 миниатюри за цигулка и пиано или за соло пиано, op.39, 1886 г.
- Струнен квартет №1, op.45, 1890 г.
- „Калейдоскоп“ – 24 пиеси за цигулка и пиано, op.50, 1893 г.
- Тарантела за цигулка и пиано, 1893 г.
- 6 багатели за цигулка и пиано, op.51, 1894 г.
- 7 малки дуета за флейта, цигулка и пиано, op.56, 1897 г.
- Струнен квартет №2, op.68, 1907 г.
- Баркарола за виолончело и пиано, op.81, 1910 г.
- Соната за цигулка и пиано, op.84, 1860 – 1870 г. (публикувана 1911 г.)
- Струнен квартет №3, op. 91, 1913 г.

### Детски песни
- 13 музикални картини за глас и пиано, op.15, 1877 – 1878 г.
- 17 детски песни, op.73, 1907 г.
- Още 17 детски песни, op.78, 1909 – 1910 г.
- Последни 17 детски песни, op.97, 1914 – 1915 г.

## Литературни произведения

### Музикална критика и теория
Сборници
- „Избрани статии“, Ленинград, „Государственное музыкальное издательство“, 1952 г.
- „Избрани статии за изпълнители“, Москва, „Государственное музыкальное издательство“, 1957 г.
- „Музикално-критически статии“. Т.1., Петербург, „Музыкальный современник“, 1918 г.

Монографии
- „История на литературата за музика на пиано“ 1888 – 1889 г. Публикувана в сп. „Неделя“ през 1889 г. под заглавието „Сеансы А. Г. Рубинштейна, Курс истории литературы фортепианной музыки“. Второ изд. през 1911. в „L’Art, revue bimensuelle illustree“ под заглавие „Cours de litterature musicale des oeuvres pour le piano au Conservatoire de Saint Petersbourg“
- Пръстенът на Нибелунгите, тетралогия на Рихард Вагнер: Музикално-критически очерк" – Първо издание през 1876 г. със заглавие „Байрейтское музыкальное торжество“, първо монографично издание 1889 г., второ монографично издание Москва, 1909 г.
- „La musique en Russie“, Paris: G. Fischbacher, 1880; rpt. Leipzig: Zentralantiquariat der Deutschen Demokratischen Republik, 1974 г.
- „Руският романс: очерк за неговото развитие“, първа публикация в сп. „Артист“ и „Неделя“, 1895 г.

### По фортификация
- „Краткий учебник полевой фортификации“, 1873 г., 1877 г., 1903 г.
- „Краткий исторический очерк долговременной фортификации“ – Императорска академия на науките, 1877 г.
- „Путевые заметки инженерного офицера на театре военных действий в европейской Турции“, 1878
- „Атака и оборона современных крепостей (Разработка этого вопроса в Прусии)“, 1881 г. (публикувано във „Военен сборник“ през 1881, №7)
- „Белгия, Антверпен и Бриалмон“, 1882 г. („Инженерный журнал“, 1881 г., №11)
- „Долговременная фортификация: исторический очерк“, Курс в Михайловската артилерийска академия
- „Записки фортификации младшего юнкерского класса Николаевского инженерного училища“
- „Учебник фортификации для пехотных юнкерских училищ“, 1892 г., 1899 г.
- „Опыт рационального определения величины гарнизонов крепостей“, 1899 г.
- „Рост крепостей и изменение их формы в зависимости от увеличения численности армий“, 1901 г.